# La Vallée (pel·lícula)
La Vallée, coneguda també com a Obscured By Clouds és una pel·lícula francesa de 1972 escrita i dirigida per Barbet Schroeder. El repartiment inclou Bulle Ogier com a Viviane, una dona que va en un viatge estrany i accidental d'autodescobriment a través de la selva de Nova Guinea.
Pink Floyd va enregistrar-ne la banda sonora en l'àlbum Obscured by Clouds. Després que l'enregistrament s'hagués acabat, la banda es va barallar amb la companyia de la pel·lícula, el que va portar a la publicació de la banda sonora com a Obscured By Clouds, en lloc de La Vallée. En resposta, la pel·lícula va ser retitulada com a La Vallée (Obscured By Clouds) en el seu llançament.
L'actriu que apareix als crèdits com a "Monique Giraudy" és en realitat un àlies de Miquette Giraudy, una vocalista durant molt de temps i experimentada artista dels sintetitzadors, qui va formar part de la banda de rock progressiu/rock espacial Gong amb la seva parella Steve Hillage, amb qui més tard va formar un grup electrònic anomenat System 7.

## Repartiment
- Bulle Ogier: Viviane
- Jean-Pierre Kalfon: Gaëtan
- Valérie Lagrange: Hermine
- Michael Gothard: Olivier
- Jérôme Beauvarlet: Yann
- Miquette Giraudy ('apareix com a Monique Giraudy'): Monique
- La tribut Mapuga i els seus caps.